# Tom Mismetti
Tom Mismetti (n. 3 august 1993, Dresda, Germania) este un caiacist ce a reprezentat Germania, medaliat olimpic. A participat la 3 ediții ale Jocurilor Olimpice (2016, 2020, 2024) în care a câștigat o medalie de argint.